# Lago di Monastero
Il lago di Monastero (1.992 m s.l.m.) si trova nelle valli di Lanzo nel comune di Cantoira, circa 200 metri ad ovest del confine con il territorio di Monastero di Lanzo. Le sue acque sono tributarie della Stura di Valgrande.

## Accesso
Il lago è raggiungibile da Monastero di Lanzo, frazione Chiaves, per mezzo di una strada sterrata in cattivo stato di manutenzione ma che è un apprezzato itinerario di mountain bike.